# 374 Бургундія
374 Бургундія (374 Burgundia) — астероїд головного поясу, відкритий 18 вересня 1893 року Огюстом Шарлуа у Ніцці.